# 医療ルネサンス
医療ルネサンス（いりょう-）とは、読売新聞朝刊に連載している医療情報の記事。また、かつて同記事を原作として日テレG+で放送されていたテレビ番組でもある。医療福祉チャンネル774などにも配給していた。

## 概要
- 1980年代から連載を開始。
- 日本の医療現場における様々な諸問題、また患者に優しい医療技術とは何かについて、読売新聞医療情報部が長期間にわたり取材し、それを基に毎回様々な健康情報をジャンル別のシリーズで紹介するというものである。

### テレビ版
- この記事を原作としたテレビ版は、2002年から2012年3月まで日テレG+で放送されていた。
- 毎月1回・第1日曜日の更新で、G+での放送時間は日曜10:30、月曜16:00、火曜10:30、水曜10:30、土曜11:30からの30分。ほかに医療福祉チャンネル774、テレビ埼玉でも放映されていた（テレビ埼玉は同じ読売新聞のウェブサービス「発言小町」をベースとしたテレビ版「小町テレビ」を月1回差し替えて放送）。
- 毎回読売新聞医療情報部の記者の対談と、それを交えた映像資料で構成する。番組末期の2011年以降は進行役として元TBSアナウンサーの新井麻希が出演していた。